# Axinidris
Genre
Axinidris est un genre strictement afrotropical de fourmis arboricoles de la sous-famille des Dolichoderinae. Les espèces de ce genre sont connues des zones forestières des régions afrotropicales, où elles nichent dans des tiges creuses ou du bois pourri.

## Liste des espèces
Selon BioLib (20 novembre 2024) :
- Axinidris acholli Weber, 1941
- Axinidris bidens Shattuck, 1991
- Axinidris denticulata (Wheeler, 1922)
- Axinidris gabonica Snelling, 2007
- Axinidris ghanensis Shattuck, 1991
- Axinidris hylekoites Shattuck, 1991
- Axinidris hypoclinoides (Santschi, 1919)
- Axinidris icipe Snelling, 2007
- Axinidris kakamegensis Shattuck, 1991
- Axinidris kinoin Shattuck, 1991
- Axinidris lignicola Snelling, 2007
- Axinidris luhya Snelling, 2007
- Axinidris mlalu Snelling, 2007
- Axinidris murielae Shattuck, 1991
- Axinidris namib Snelling, 2007
- Axinidris nigripes Shattuck, 1991
- Axinidris occidentalis Shattuck, 1991
- Axinidris okekai Snelling, 2007
- Axinidris palligastrion Shattuck, 1991
- Axinidris stageri Snelling, 2007
- Axinidris tridens (Arnold, 1946)

## Systématique
Le nom valide complet (avec auteur) de ce taxon est Axinidris Weber (d), 1941,. Son espèce type est Axinidris acholli.

### Étymologie
Le nom générique, Axinidris, est la combinaison du grec ancien ἀξίνη (axínē) « lame de hache », en référence à la « projection épinotale médiane unique qui, de profil, ressemble à la lame d'une hache », avec le suffixe -idris, souvent utilisé pour nommer les genres de fourmis, et issu du grec ancien ἴδρις (ίdris) « savant, expérimenté, prévoyant ». 

### Publication originale
- (en) Neal A. Weber, « Four New Genera of Ethiopian and Neotropical Formicidae », Annals of the Entomological Society of America, College Park, Société d'entomologie d'Amérique et OUP, vol. 34, no 1,‎ 1er mars 1941, p. 183-194 (ISSN 0013-8746 et 1938-2901, OCLC 1145791, DOI 10.1093/AESA/34.1.183, lire en ligne).